# П'єр Дюваль
 П'єр Дюваль  (фр. Pierre Duval; 1619—1683) — французький географ та картограф. Народився 1619 року в Аббевіллі.
У 1650 році отримав титул Королівського географа. П'єр Дюваль є племінником і учнем іншого знаменитого французького картографа Нікола Сансона (Nicolas Sanson; 1600—1667), якого прозвали «батьком французької картографії».

## Основні публікації

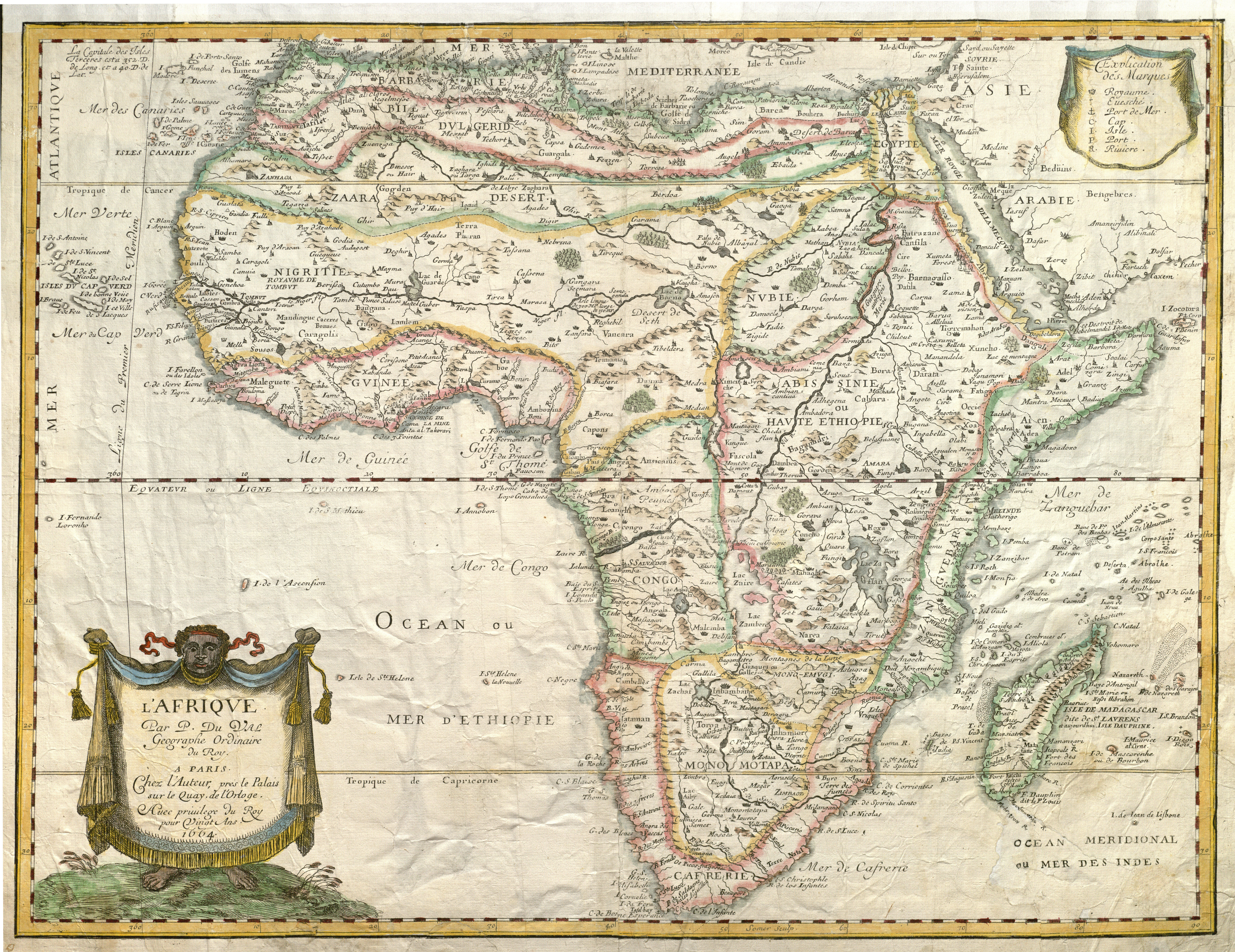
Дюваль, L'Afrique, 1664

1660 р. П'єр Дюваль видає мапу «Les Royaumes du Nort ou Sont principalement les Estats de la Couronne de Pologne…». Карта видана в Парижі. Формат мапи 54.5 x 39.5 см. Неодноразово перевидавалася, зокрема в 1662 р., 1666 р., 1677 р. і т. д. Між р. Пд. Буг та р. Дніпро на мапі напис — UKRAINE.
1666 р. Карта — «NOUVELLE ET EXACTE DESCRIPTION DU ROYAUME DE POLOGNE & DES ESTATS QUI EN DEPENDENT» (Нова й докладна карта Польщі й залежних держав). Карта створена на основі карти Г. Боплана «Regni Poloniae» 1652 р. Територія вздовж правого і лівого берегів Дніпра названа Україною (Vkraine), в районі Дніпровських порогів подано підпис Cosaqves (Козаки)..
1667 р. П'єр Дюваль. Нікола Сансон. Карта — «LES ROYAVMES DV NORT OU SONT PRINCIPALEMENT LES ESTATS DE LA COURONNE DE POLOGNE. A MONSEIGNEUR MONSEIGNEUR MESSIRE IEAN-IACQVES DE MESMES, COMTE D'AUAUX, ETC. PARSON TRES HUMBLE ET TRES-OBEISSANT SERUITEUR P. DV VAL GEOGRAPHE DU ROY» (Північні королівства або зображення земель Польської Корони. Його величності панові Жану-Жаку де Месму, графу д'Аво від його слухняного і покірного слуги, королівського географа П. Дюваля). Карта створена на основі карти Г. Боплана «Regni Poloniae» 1652 р. Землі в межиріччі Південного Бугу (Bog R.) і Дніпра (Nieper R.) позначені як Україна (Ukraine); північніше підпису Україна — підпис Cofaques (Козаки)..
1679 р. Карта — «POLONIÆ Regnum». На мапі напис — UKRAINE (охоплює Лівобережжя та Правобережжя)..
П'єр Дюваль був упорядником атласу «Geographiae universellis» («Загальна географія»). Атлас був надрукований у Нюрнберзі в 1682 році видавцем Йоганном Хоффманном (перевидавався у 1691 р., 1694 р.). У цьому атласі була опублікована мапа П. Дюваля «Taurika Chersonesus». На цій мапі зображено Україну, Крим і Чорне море. Карта виконана у техніці мідерит з ручним розфарбуванням. Формат аркуша: 12,5 х 13,5 см, формат карти: 10,1 х 12,4 см. Найбільшою працею П. Дюваля вважається збірний атлас «Cartes geographiques methodiquement …», зібраний із мап відомих голландських і французьких картографів XVII ст. і невеликої кількості карт самого П. Дюваля. Видавався у 1667 р., 1684 р. У 1661 р. в Парижі побачило світ видання «Le Monde ou la Geographie Universelle» з мапами країн Європи, Азії, Америки та Африки, яке перевидавався багато разів аж до 1712 р. Карти були складені на основі мап Н. Сансона. 1658 р. П. Дюваль складає карти Франції та її провінцій і пише до своїх карт «Description de la France ou Géographie françoise» («Опис Франції і французька географія»).